# Брит Хаканаим
Брит Хаканаим (хебр. בְּרִית הַקַנַאִים, буквалан превод: Завет Зилота) је била радикална јеврејска организација која је деловала у Израелу између 1950. и 1953. године, а залагала се против тренда секуларизације у земљи. Групу су чинили студенти Порат Јозеф Јешиве у Јерусалиму и на врхунцу је имала више од 35 чланова. Међу њеним члановима били су рабин Мордехај Елијаху, који је каснио служио као главни сефадски израелски рабин, и Шломо Лоринц, који је касније био председник Одбора за финансије Кнесета као члан Агудат Јизраела. Крајњи циљ овога покрета био је наметање јеврејског закона у Израелу и успостављање халахаичке државе.

## Активности
Чланови организације тренирали су се користећи украдено оружје. Прву акцију су покренули у виду насилне кампање у јануару 1951. г. Осамнаестога јануара су запалили 13 приватних аутомобила у северном Јерусалиму. Ти аутомобили су били у власништву људи који су радили на шабат, а вреће натопљене уљем бачене су и у гаражу компаније „Егед бас” која је служила за јавни превоз током тог празника. У фебруару 1951. г., 12 возила, укључујући и таксије, и једна месарска радња (која не продаје кошер производе) су запаљене, а ресторан који је почео са радом на шабат је бомбардован.
Најамбициознији план удружења је био извођење истовремених терористичких напада на Кнесет и Министарство одбране током дебате о регрутацији жена у Израелске одбрамбене снаге. (Та дебата се завршила одлуком да и жене служе војни рок.) Првобитни план је био да подметну бомбу у Кнесет и спалити све архиве у канцеларији за регрутацију Министарства одбране. Међутим, лидери групе су страховали да ће таква акција изазвати оштар одговор израелских служби безбедности и угрозити њихове животе. Организације је затим модификовала план на бацање бомбе на кнесетски пленум и искључење струје. Међутим, тада су већ агенти Шабака успели да се убаце тајно у групу, па су упозорили власти које су похапсиле ову групу. После истрага, већина чланова је постепено пуштена, али су четворица процесуирана и изречене су им затворске казне у периоду од шест месеци до годину дана. Током периода њиховога притвора појавили су се наводи о недоличном понашању полиције (мучењу) у поступању са притвореницима и отворена је истрага на нивоу парламента.
Дана 26. маја 1953. г., двојица чланова групе је пресретнута на путу до Министарства просвете у ком су планирали да подметну бомбу у знак протеста због просветнога система.

## Извори
1. 1 2 3  What was the “Zealots’ Alliance”? Knesset website
2. ↑  Pedahzur, Ami & Arie Perliger (2009) Jewish Terrorism in Israel, pp33–34, Columbia University Press
3. ↑  Pedahzur & Perliger, p33
4. ↑  Pedahzur & Perliger, p35
5. ↑  Pedahzur & Perliger, p36